# Asura mienshanica
Asura mienshanica är en fjärilsart som beskrevs av Daniel 1952. Asura mienshanica ingår i släktet Asura och familjen björnspinnare. Inga underarter finns listade i Catalogue of Life.